# ベルナルド・ロペス・ピケール
ベルナルド・ロペス・ピケール（Bernardo López Piquer、1799年8月20日 - 1874年8月1日）は、スペインの画家である。

## 略歴
バレンシアで生まれた。父親のヴィセンテ・ロペス・ポルターニャはバレンシア出身の肖像画家で、1814年に国王、フェルナンド7世にマドリードに招かれ、宮廷画家になった人物である。弟のルイス・ロペス・ピケール（Luis López Piquer:1802-1865)も画家になった。
1825年に弟と共に、父親が校長を務める王立サン・フェルナンド美術アカデミーに入学した。美術アカデミーを卒業した後、父親の助けも借りて、スペイン王室の人々の肖像画を描いた。父親のスタイルを真似て肖像画を描き、パステル画を得意とした。1843年に女王イサベル2世の宮廷画家に任じられ、1844年に王立サン・フェルナンド美術アカデミーの絵画部門の監督になった。1858年に筆頭宮廷画家の称号を得たが、1868年の革命でスペイン第一共和政が成立するとそれらの地位は失われた。

## 作品

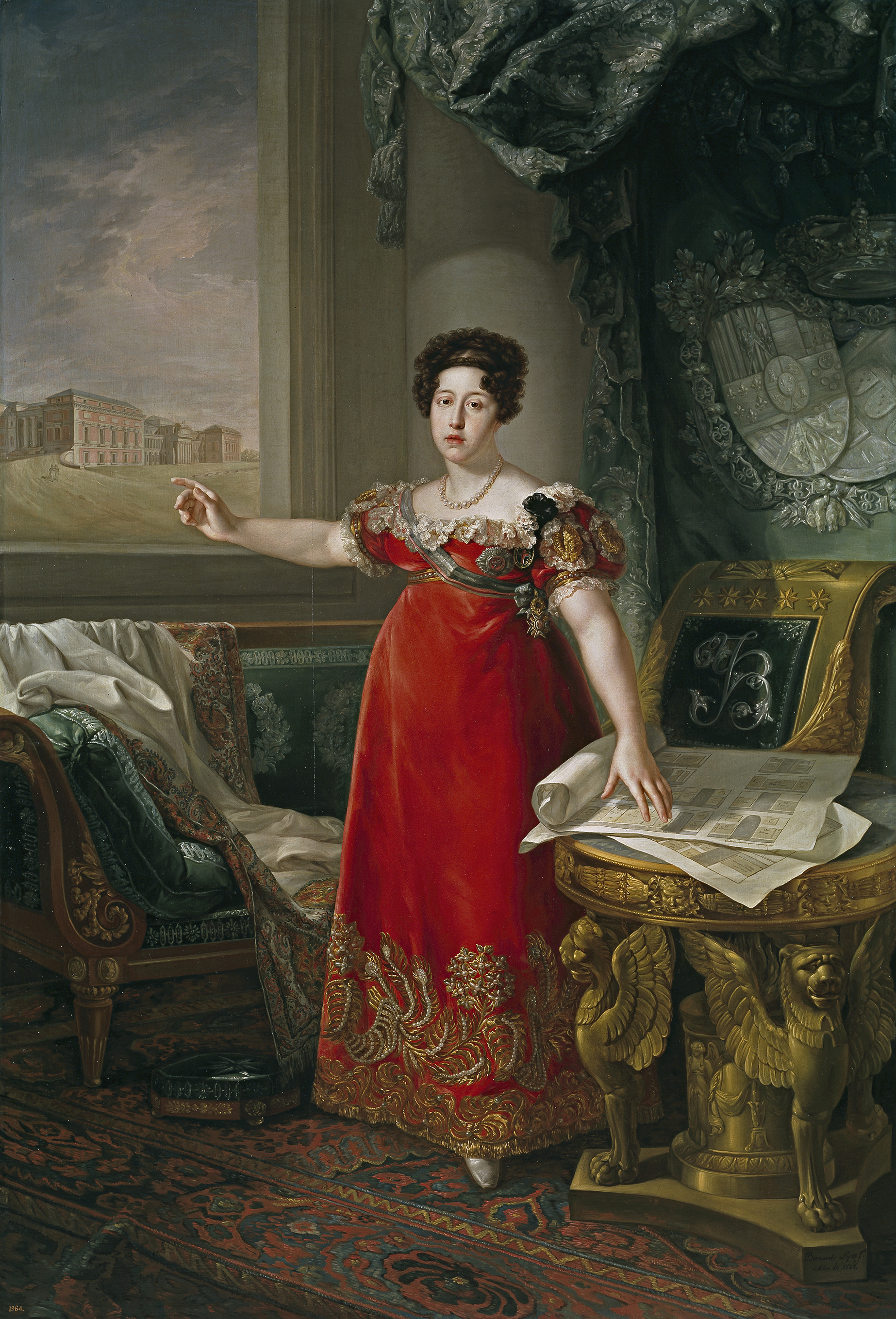
スペイン王妃マリア・イサベル・デ・ブラガンサ
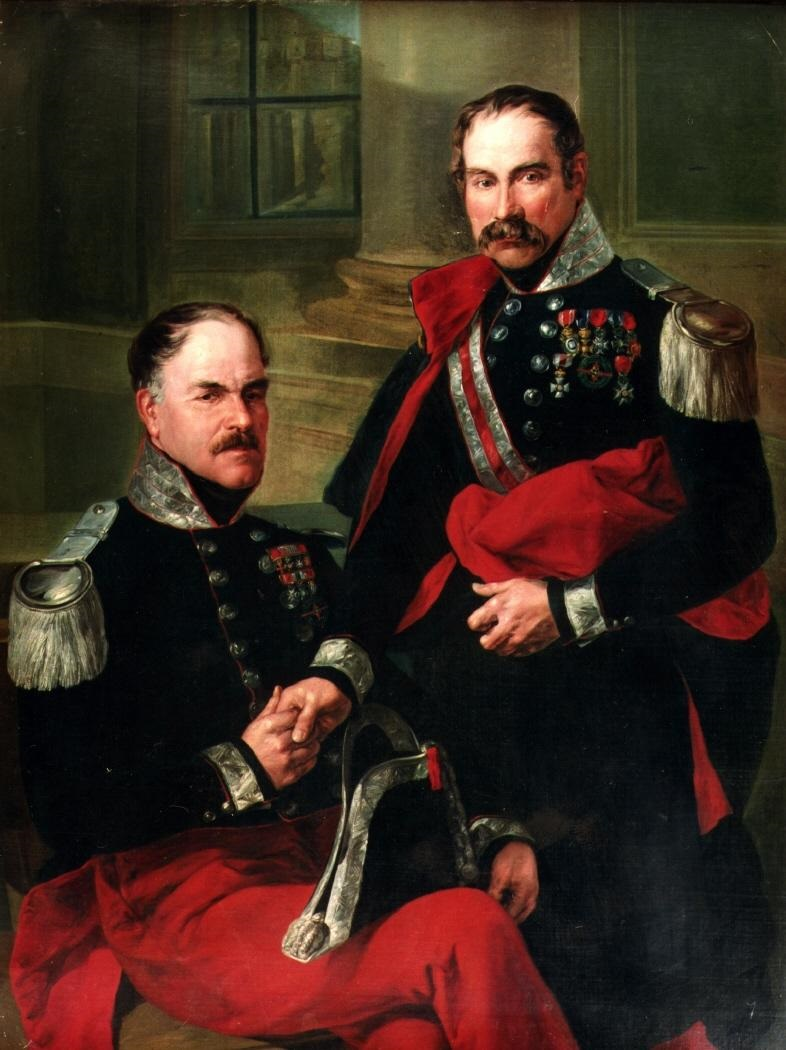
José Díaz と Francisco Torán
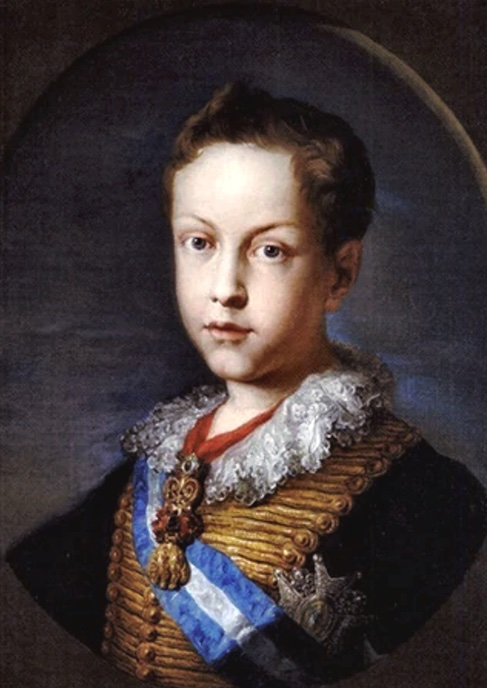
フランシスコ・デ・アシース・デ・ボルボーン(c.1832)
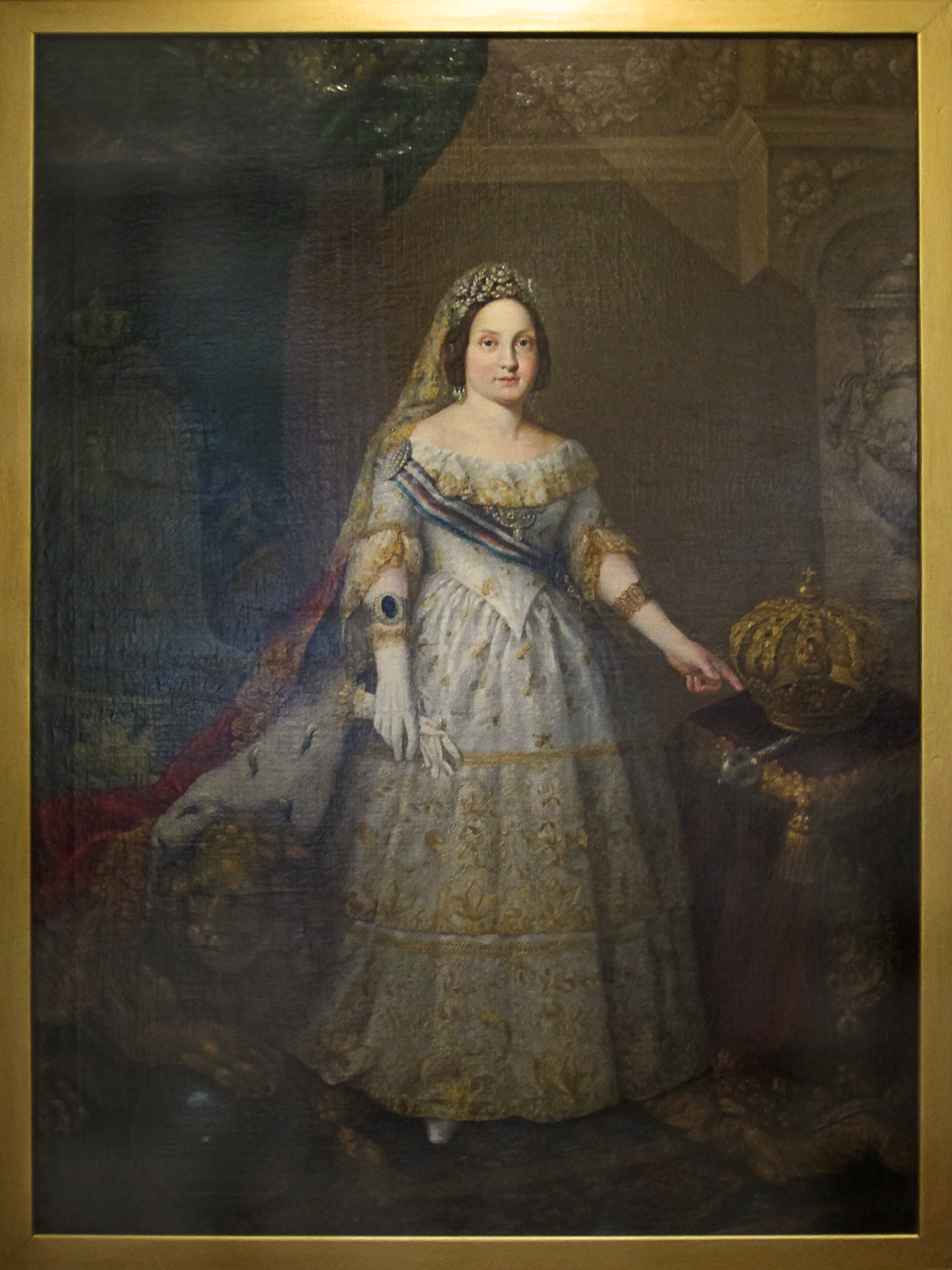
イサベル2世